# Alexander Szatmári
Alexander Stefan Szatmári (* 9. März 1952 in Oradea, Rumänien) ist ein ehemaliger rumänisch-deutscher Fußballspieler, -trainer und -funktionär. Von der rumänischen Sportpresse wurde er auch Alexandru Sătmăreanu genannt, um die Anzahl ungarischer Namen in den Spielberichten zu verringern.

## Karriere
Alexander Szatmári ist Sohn eines ungarischen Vaters und einer deutschen Mutter. Er wuchs in Rumänien auf und begann als Zehnjähriger bei Crișul Oradea mit dem Fußballspielen und wurde unter anderem von Gusztáv Juhász trainiert. Am 21. September 1969 wurde der Siebzehnjährige zum ersten Mal in der Divizia A als rechter Verteidiger im Auswärtsspiel der ersten Mannschaft bei AS Armata Târgu Mureș eingesetzt. Durch seine guten Leistungen im Verein und in den Jugendauswahlen des Landes lenkte er die Aufmerksamkeit von Traian Ionescu, dem Trainer von Dinamo Bukarest, auf sich. Trotz sprachlicher Verständigungsschwierigkeiten mit Szatmáris Eltern gelang es Ionescu, den jungen Spieler 1971 in die Hauptstadt zu lotsen, indem Szatmári der Wehrdienst erspart blieb und ihm ein Studienplatz versprochen wurde. Als Aktiver von Dinamo gewann er 1973, 1975 und 1977 an der Seite der Mitspieler Alexandru Custov, Cornel Dinu, Florea Dumitrache, Dudu Georgescu und Radu Nunweiller dreimal die rumänische Meisterschaft und wurde 1974, 1976 und 1979 Vizemeister.
Mit dem Scheitern Rumäniens in der Qualifikation zur WM 1978 zerschlugen sich auch die Hoffnungen Szatmáris auf einen Wechsel ins Ausland. Beim UEFA-Pokalspiel von Dinamo Bukarest bei Eintracht Frankfurt am 7. November 1979 setzte er sich während eines Spaziergangs von seiner Klubmannschaft ab und beantragte am 9. November 1979 politisches Asyl in der Bundesrepublik Deutschland. Da Szatmári eine deutsche Mutter hatte, machte die Einbürgerung keine Schwierigkeiten. Im Februar 1981 bekam er zwar einen deutschen Pass, durfte damit jedoch vor der Revolution von 1989 nicht nach Rumänien einreisen, da dort in Abwesenheit eine zehnjährige Gefängnisstrafe gegen ihn verhängt worden war.
Unmittelbar nach der Flucht erwirkte der rumänische Fußballverband bei der UEFA eine einjährige Sperre des Spielers, so dass ein Transfer zum FC Bayern München nicht zustande kam. Szatmári hielt sich zunächst beim Zweitligisten Kickers Offenbach fit, bis er ab Januar 1981 für den Bundesligisten VfB Stuttgart auflaufen durfte. Er spielte bis 1982 32 Mal in der Fußball-Bundesliga, bevor er im April 1982 zu den Fort Lauderdale Strikers in die North American Soccer League wechselte. Seine Laufbahn beendete er 1985 beim FSV Salmrohr.
Anschließend ließ sich Szatmári in Trier nieder und eröffnete zwei Lederwarengeschäfte. Er begann zudem, sich für die einheimische Eintracht zu engagieren, die in der drittklassigen Fußball-Oberliga Südwest spielte. Von 1989 bis 1992 war er Trainer und anschließend bis 1996 Präsident des Klubs. In die Amtszeit als Trainer fiel 1991 auch die Verpflichtung seines Landsmanns Anton Weissenbacher.
Zudem erwarb Szatmári in Ungarn eine holzverarbeitende Fabrik, die er zwar 2005 verkaufte, die ihn aber auch immer häufiger zu Reisen in seine Heimatstadt Oradea verleitete. Ende August 2005 wurde ihm von dem Priester Ludovic Sandor, dem Vizepräsidenten des Zweitligisten FC Bihor Oradea, der Vorschlag unterbreitet, die Vereinsführung zu übernehmen. Nach einigen Wochen Bedenkzeit und der Entlassung des bisherigen Amtshabers Marcel Iancu am 27. September 2005 trat er das Amt des Vereinspräsidenten am 18. Oktober 2005 an. Mit der Unterstützung von Emerich Jenei, der bis zum 31. Mai 2005 selbst das Amt innegehabt hatte und den er im Februar 2006 als technischen Direktor verpflichtete, gelang es ihm, den Verein zum Ende der Saison 2005/06 auf den zweiten Tabellenplatz zu führen. In den Relegationsspielen, die zum Aufstieg in die Divizia A berechtigten, konnte sich FC Bihor Oradea anschließend jedoch nicht gegen Unirea Urziceni und Forex Brașov durchsetzen. Am 27. Juni 2006 endete Szatmáris Amtszeit, deren Transferpolitik jedoch ab Juli 2006 Untersuchungen der Staatsanwaltschaft nach sich zog. Szatmári wurde vorgeworfen, dem Verein finanziell geschadet zu haben, indem er die Vermarktungsrechte eines Spielers wie Dorin Mihuț deutlich unter Wert an die Firma seines Geschäftspartners Ionel Codoban abgetreten hätte. Mihuț war daraufhin im Januar 2006 an Dinamo Bukarest abgegeben worden und ähnlich wurde auch mit Cosmin Vâtcă, Daniel Stan und Ramses Gado verfahren, die im selben Zeitraum für insgesamt 70.000 Euro zum Erstligisten Oțelul Galați wechselten. Außerdem wäre Szatmáris Vergütung die höchste in der Vereinsgeschichte gewesen und zudem nicht von der Generalversammlung der Aktionäre abgesegnet worden. Doch auch deren Mitglieder hätten sich auf Kosten des FC Bihor Oradea bereichert, indem sie überteuerte Hotel- und Essensrechnungen ausgestellt sowie das Budget für Spielergehälter und -unterkünfte deutlich überzogen hätten. Szatmári leugnete die Betrugsvorwürfe, die später von den ermittelnden Behörden in Amtsmissbrauch umgewandelt wurden, und forderte von dem Verein seinerseits ein Darlehen von 100.000 Euro zurück, das er diesem im Februar 2006 als Gegenleistung für die Vermarktungsrechte von sieben weiteren Spielern gewährt hatte. Nachdem Szatmári im Januar 2007 ein weiteres Mal aus Deutschland angereist war, um seine Aussage zu Protokoll zu geben, wurden die Ermittlungsergebnisse im März 2007 zwar erneut bestätigt, doch im Januar 2009 wurde Szatmári von sämtlichen Anschuldigungen freigesprochen. Das Urteil bezüglich der Rückerstattung seines Darlehens an den Verein wurde für den 4. Februar 2009 angekündigt. Am 30. Juli 2009 stellte Gheorghe Alexandrescu, der neue Präsident von FC Bihor Oradea, klar, dass der Verein Szatmári noch 350.000 RON schuldete, diese Summe jedoch nur ein Sechstel der Gesamtschulden des Vereins ausmachte.

## Nationalmannschaft
Szatmári stand 16 Mal in der rumänischen Jugendauswahl und bestritt 20 Spiele für die Juniorennationalmannschaft sowie 30 A-Länderspiele. Er debütierte am 23. Juli 1974 in der rumänischen Nationalmannschaft, als er im Freundschaftsspiel gegen Japan für Kapitän Cornel Dinu eingewechselt wurde.

## Erfolge
- Rumänischer Meister: 1973, 1975, 1977

## Sonstiges
Alexander Szatmári ist nicht mit Lajos Sătmăreanu verwandt, der ebenfalls in der rumänischen Nationalmannschaft spielte und unter anderem bei Steaua Bukarest unter Vertrag stand. Vasile Sere, der Sportreporter, auf den die Rumänisierung der beiden Spielernamen zurückzuführen ist, wählte zudem für Alexander Szatmári den Namen Sătmăreanu II, um ihn von Lajos zu unterscheiden.